# Musée d’Aquitaine
Das Musée d’Aquitaine ist ein Regionalmuseum für Geschichte, Archäologie und Ethnologie in Bordeaux. Es ist eines der größten seiner Art in Frankreich.

## Geschichte
In seiner heutigen Konzeption geht das Museum auf eine Initiative des Museologen Henri Rivière aus dem Jahr 1962 zurück. Rivière zeichnete nach dem Zweiten Weltkrieg für die Restrukturierung der historischen, archäologischen und volkskundlichen Museen verantwortlich und setzte sich für die Schaffung eines Netzwerks von Regionalmuseen in den Regions-Hauptstädten ein. Die bislang auf mehrere kleinere Einrichtungen verteilten Sammlungen sollten im Sinne einer wissenschaftlichen Gesamtschau an einem Ort vereinigt werden.
Das Musée d’Aquitaine wurde zunächst im Nordflügel des Musée des Beaux-Arts im Rathaus untergebracht. In den 1970er Jahren wurde der Beschluss gefasst, das Gebäude der ehemaligen Faculté des sciences et des lettres de Bordeaux für die Sammlungen herzurichten. Das Haus war im 19. Jahrhundert durch den städtischen Architekten Pierre-Charles Durand an der Stelle des früheren Feuillanten-Klosters errichtet worden, in dem unter anderem der Jurist und Humanist Michel de Montaigne 1592 seine letzte Ruhestätte gefunden hatte.
1982 bis 1986 fanden an dem Bau umfangreiche Sanierungsarbeiten statt. Zugleich wurden die Sammlungsbestände erheblich vergrößert. Am 9. Januar 1987 wurde das Museum der Öffentlichkeit zugänglich gemacht.

## Ausstellung
Die Dauerausstellung zeigt die Geschichte Aquitaniens und der Stadt Bordeaux von der Prähistorie bis heute. Die mehr als 70.000 Objekte verteilen sich auf folgende Abteilungen:
- Vor- und Frühgeschichte
- Gallorömische Epoche
- Aquitanien unter englischer Herrschaft und Rückkehr unter die französische Krone
- Restaurierung des Kenotaphs des Michel de Montaigne
- Bordeaux im 18. Jahrhundert, transatlantischer Handel und Sklaverei (2009 neu gestaltet)
- Bordeaux als Hafen zur Welt 1800–1939
- Bordeaux und Aquitanien im 20. und 21. Jahrhundert (2019 neu gestaltet)

Hinzu kommt eine ethnographische Abteilung mit rund 5.000 Kunstwerken aus Afrika und Ozeanien.

## Galerie

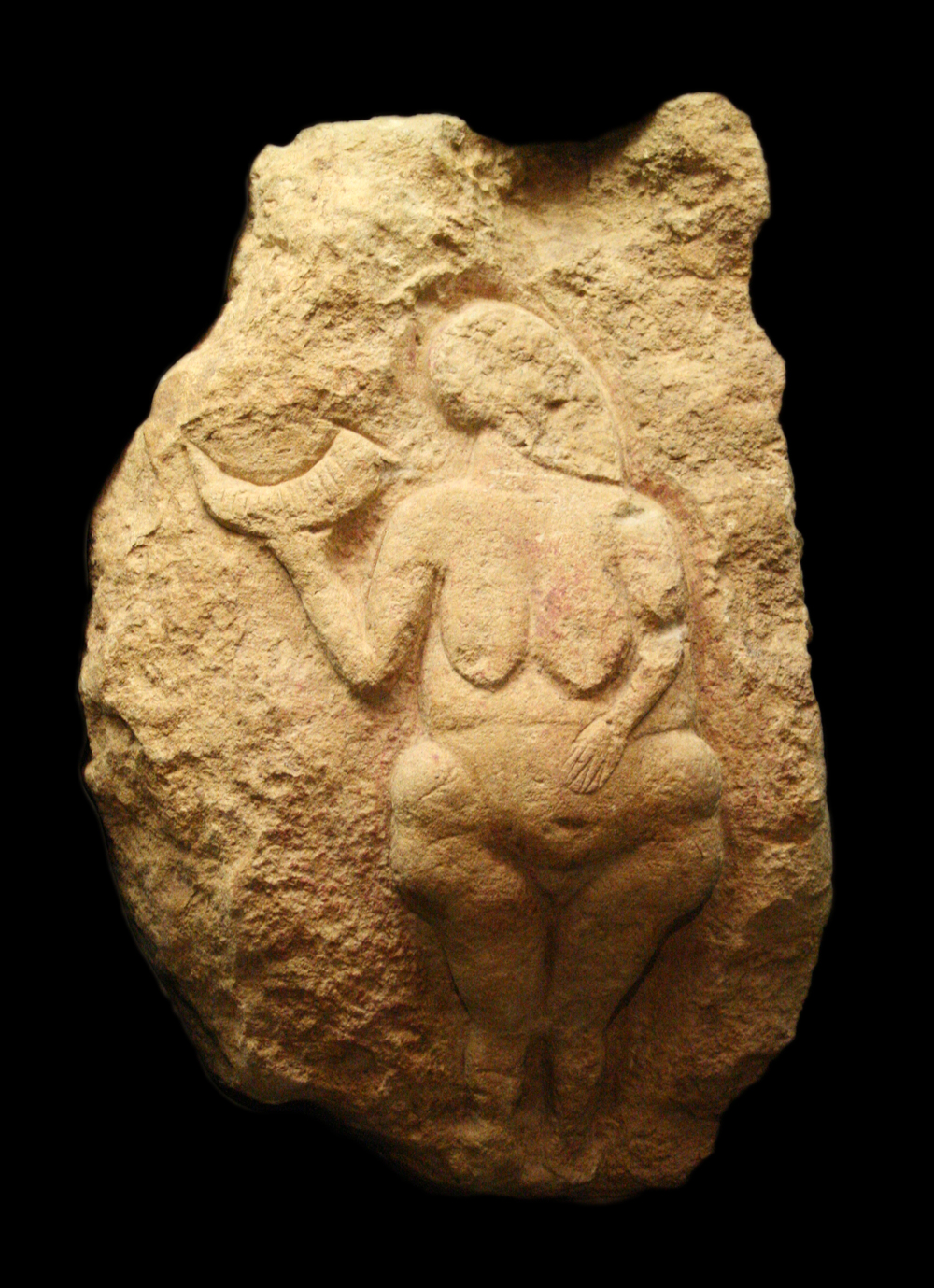
Venus von Laussel (25.000 v. Chr.)
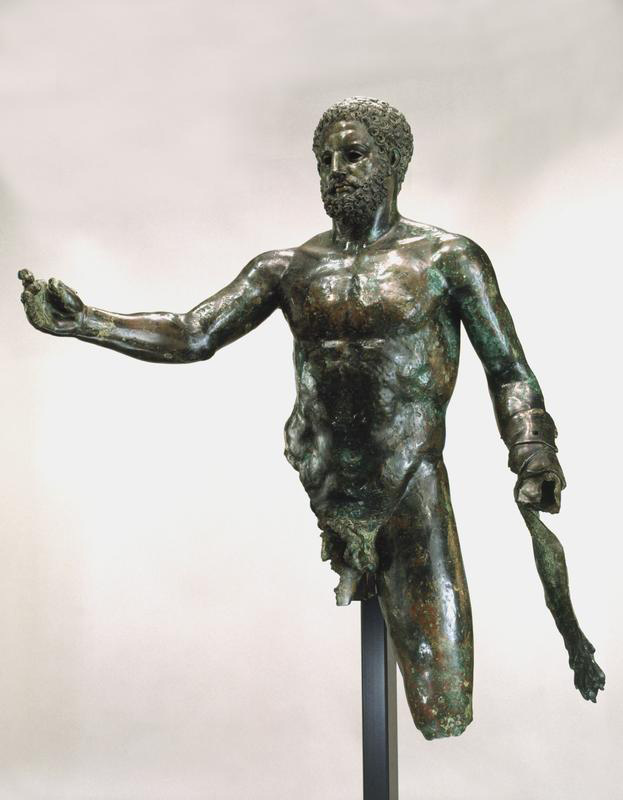
Galloromanische Herkulesstatue (Ende 2./Anfang 3. Jhd.)
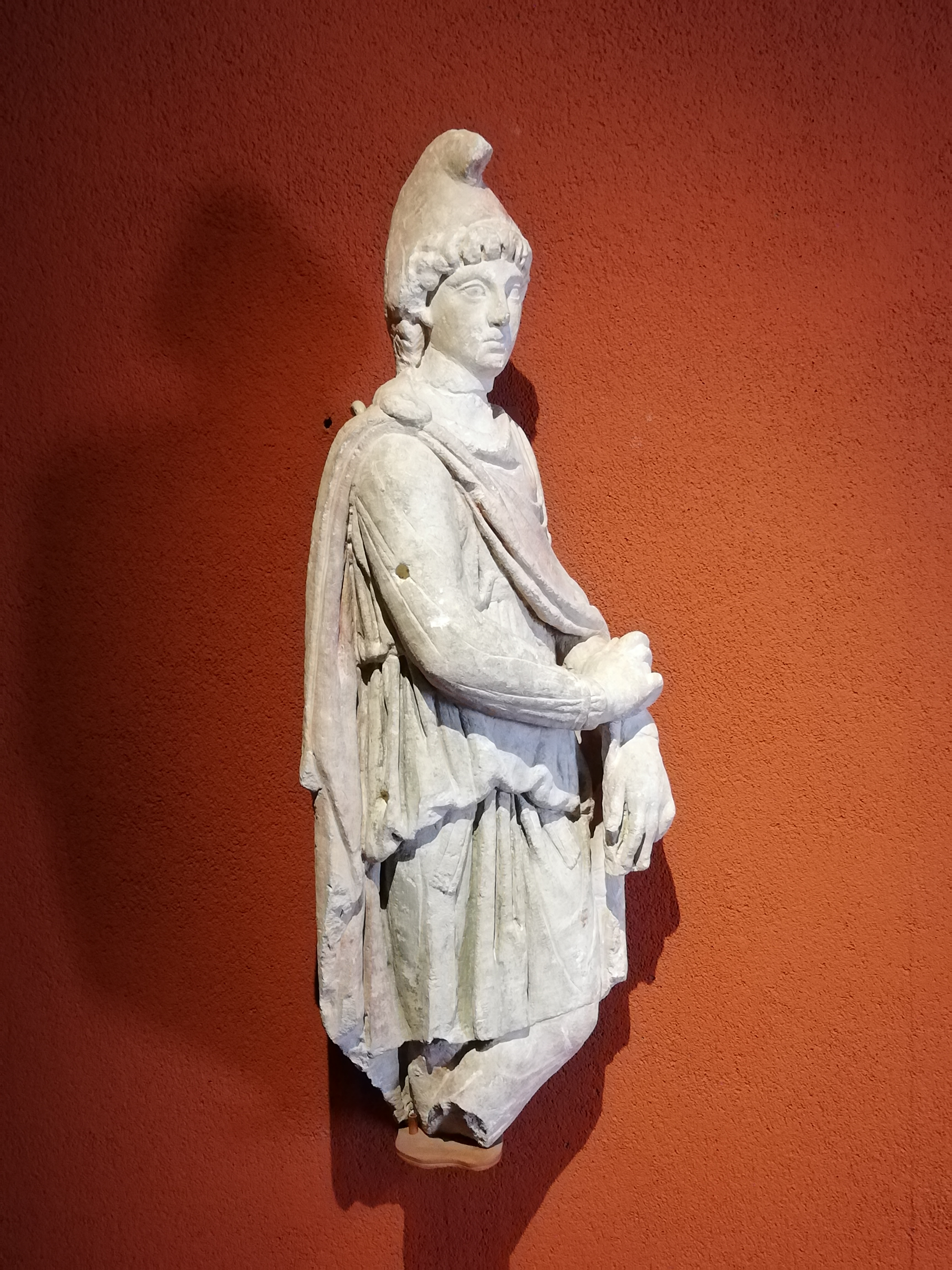
Cautopates (Ende 2. bis Mitte 3. Jhd.)
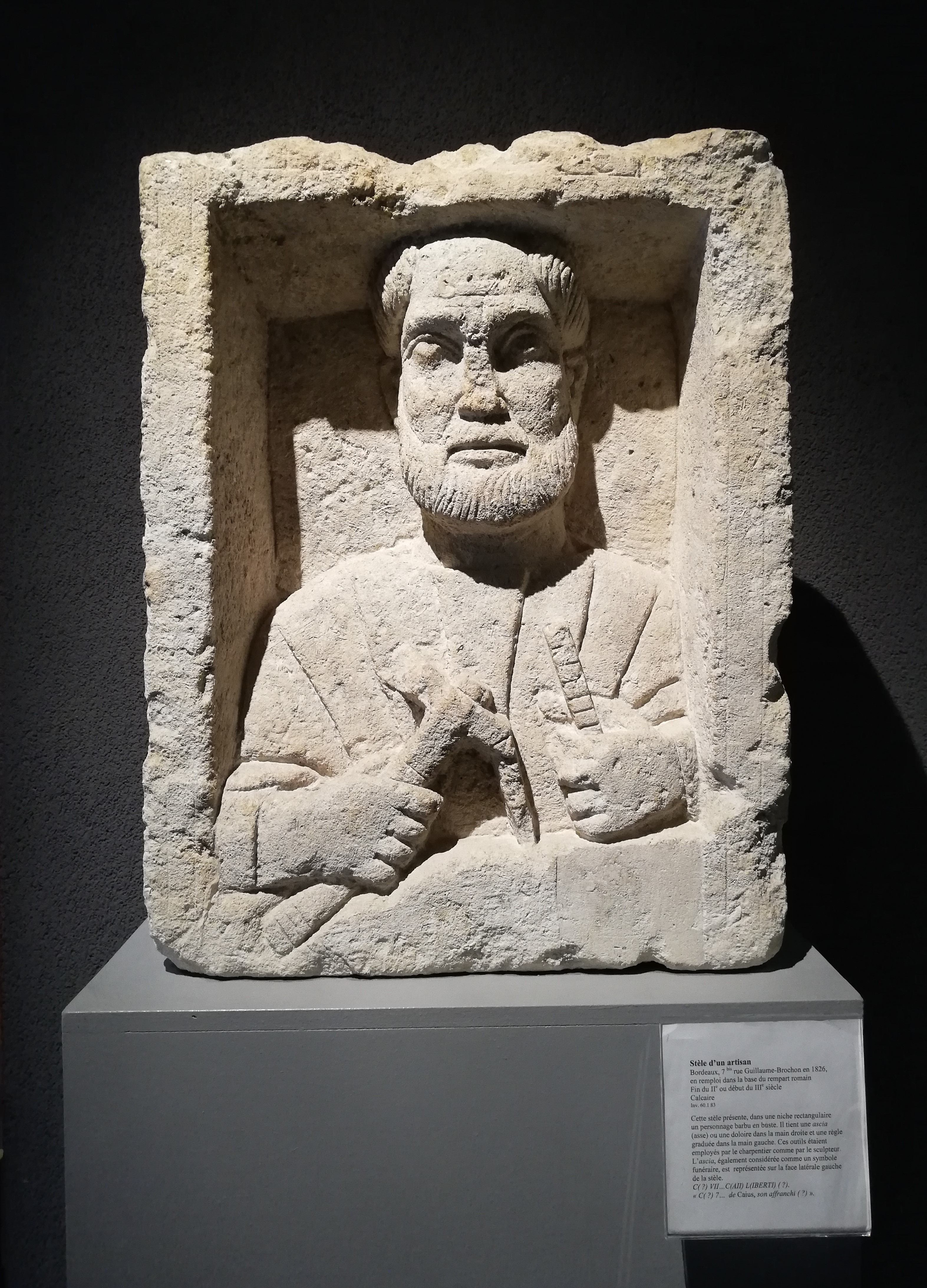
Stele eines Künstlers, galloromanisch (Ende 2./Anfang 3. Jhd.)
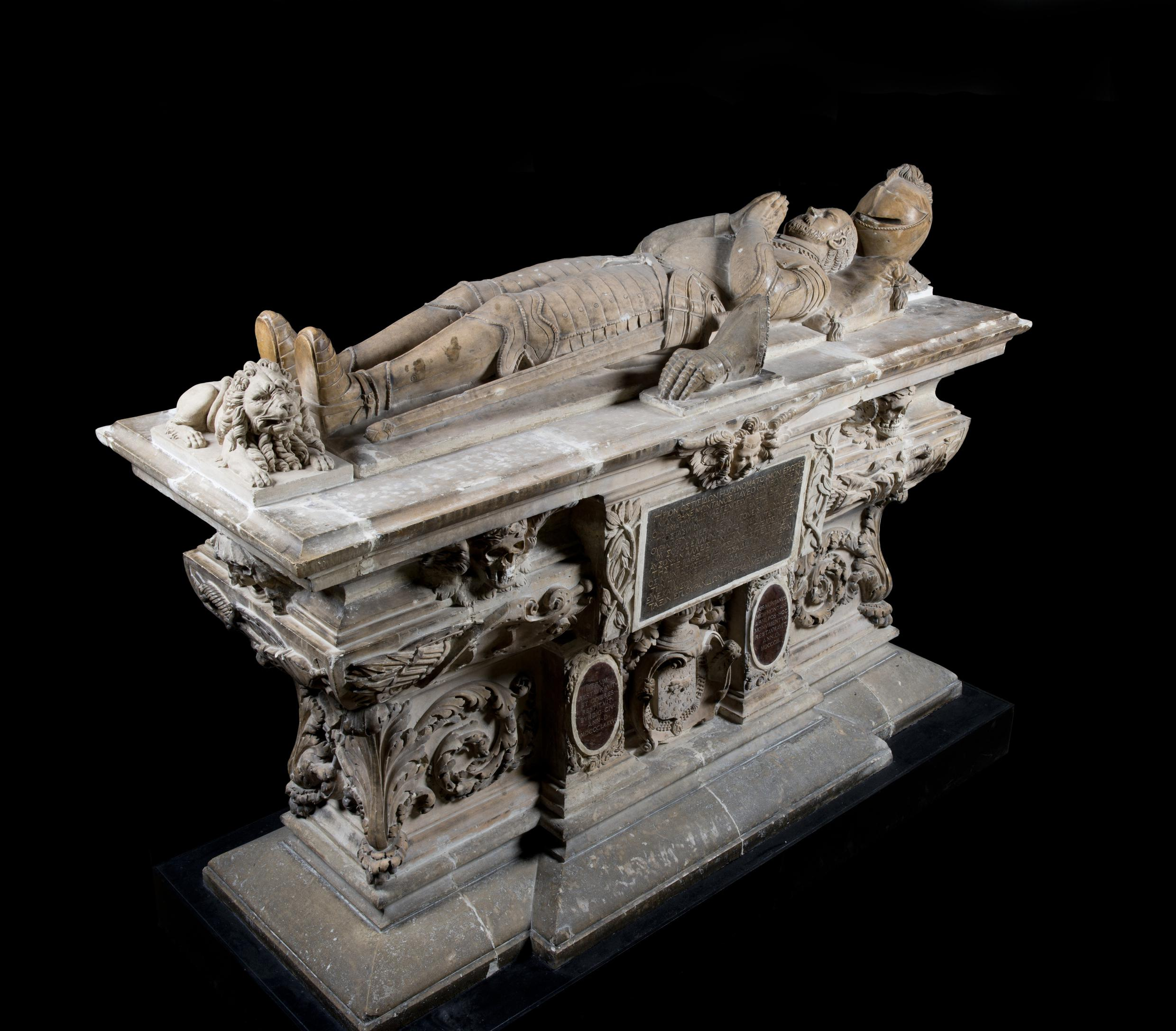
Kenotaph Michel de Montaingnes